# Norsjön (Nysätra socken, Västerbotten)
Norsjön är en sjö i Robertsfors kommun i Västerbotten och ingår i Kålabodaåns huvudavrinningsområde. Sjön har en area på 0,0484 kvadratkilometer och ligger 34 meter över havet.

## Delavrinningsområde
Norsjön ingår i det delavrinningsområde (714125-175151) som SMHI kallar för Inloppet i Holmsjön. Medelhöjden är 38 meter över havet och ytan är 0,37 kvadratkilometer. Det finns inga avrinningsområden uppströms utan avrinningsområdet är högsta punkten. Vattendraget som avvattnar avrinningsområdet har biflödesordning 3, vilket innebär att vattnet flödar genom totalt 3 vattendrag innan det når havet efter 9,5 kilometer. Avrinningsområdet består mestadels av skog (83 procent). Avrinningsområdet har 0,05 kvadratkilometer vattenytor vilket ger det en sjöprocent på 14 procent.